# Orthotrichum ibericum
Orthotrichum ibericum là một loài rêu trong họ Orthotrichaceae. Loài này được F. Lara & Mazimpaka mô tả khoa học đầu tiên năm 1993.